# Francis Paul Wilson
Pour les articles homonymes, voir Francis Wilson et Wilson.
Œuvres principales
- Cycle Repairman Jack
- La Forteresse noire

Francis Paul Wilson, né le 17 mai 1946 à Jersey City, dans le New Jersey, est un écrivain américain de romans de fantastique, d'horreur et de science-fiction.

## Biographie
Après avoir débuté dans la carrière en écrivant pour le fameux magazine Analog Science Fiction and Fact, Francis Paul Wilson devient célèbre en 1981 avec La Forteresse noire qui le révèle au grand public. Adapté au cinéma par Michael Mann, ce roman racontait les mésaventures d'un détachement de SS confronté à une créature maléfique dans un donjon de Transylvanie. Il y fait preuve d'une efficacité stylistique et d'une originalité qui lui valent d'emblée les faveurs des amateurs du genre. 
Grand amateur de pulps et de romans d'aventures, il écrit ensuite en 1984 La Tombe dans lequel apparaît son personnage fétiche Repairman Jack, sorte de Angus MacGyver fantastique et romanesque auquel il ne manquera pas de donner une suite. 
Il est également l'auteur de thrillers tels que Mort clinique ou Liens de sang et Mirages (écrit en collaboration avec J. Costello).
En 2015, il reçoit un prix Prometheus spécial pour l'ensemble de son œuvre.

## Œuvres

### CycleRepairman Jack
1. La Tombe, Fleuve noir, Thriller fantastique, 2003 ((en) The Tomb, 1984)Réédité chez Milady, Horreur, en 2010
2. Le Testament maudit, Fleuve noir, Thriller fantastique, 2004 ((en) Legacies, 1998)

#### Nouvelles
- Infernal mausolée in Face à Face, Fleuve Noir, collection 12/21, 2020 (Face Off, 2014), Policier, Thriller, trad. Maxime Berrée  (ISBN 2265154709)Écrit avec Heather Graham. Anthologie réunie par David Baldacci - 11 nouvelles rédigées par des équipes de deux à trois auteurs.

### SérieStanka Daley
1. (en) Double Threat, 2021
2. (en) Double Dose, 2023

### Romans indépendants
- Téry, Presses de la cité, 1980 ((en) The Tery, 1979), trad. Philippe Sabathé
- Le Donjon, Presses de la Cité, 1982 ((en) The Keep, 1981), trad. Jacques GuiodRéédité chez France Loisirs en 1982 puis sous le titre La Forteresse noire chez J'ai lu en 1984, Pocket en 1993, Fleuve noir en 2003 et Milady en 2009
- Liens de sang, France Loisirs, 1994 ((en) Sibs, 1991), trad. Jacques GuiodRéédité chez Pocket coll. « Terreur » en 1995
- Mort clinique, Jean-Claude Lattès, 1994 ((en) The Select, 1994), trad. Yves SardaRéédité chez Pocket coll. « Terreur » en 1995
- Mirage, Pocket, Terreur, 2000 ((en) Mirage, 1996)Écrit avec Matthew J. Costello.